# Polyscher Hof

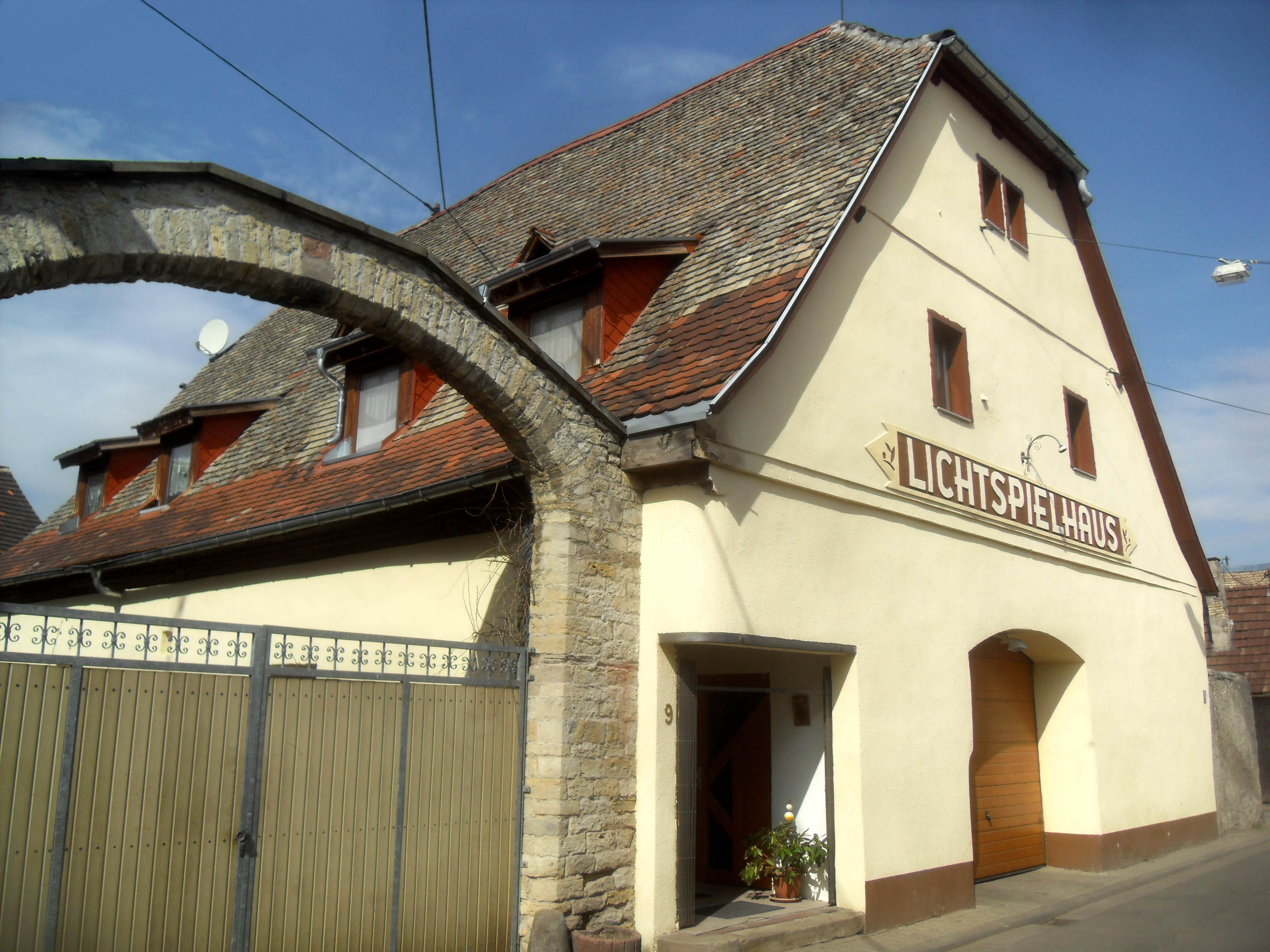
Das ehemalige Kino auf dem Polyschen Hof in Guntersblum

Der Polysche Hof im rheinhessischen Guntersblum war ein Gutshof mit einer bedeutenden Geschichte. Heute befinden sich auf dem Gelände des ehemaligen Polyschen Hofs Wohnanlagen. Das Anwesen gilt heute als Kulturdenkmal.

## Geschichte
Die Geschichte des Polyschen Hofs geht bis in das Jahr 1733 zurück. Hier wird in einem Versteigerungsprotokoll von einem Ölmüller namens Heinrich Stock berichtet, der aufgrund seiner finanziellen Schwierigkeiten sein Anwesen versteigern musste. Nachdem aber niemand ein Gebot für den Hof abgegeben hatte, dauerte es bis September 1739, bis Friedrich Wilhelm Carl von Poly den Polyschen Hof im Nordhöfer Viertel durch einen Tausch mit seinem Haus in der ehemaligen Guntersblumer Alsheimergasse (heute Bleichstraße 16) erwarb. Dadurch erhielt der Polysche Hof einen freiadligen Status. Nachdem Friedrich Wilhelm Carl von Poly einige Jahrzehnte später an Pocken starb, ließen sein Sohn Friedrich Ludwig von Poly, seine Tochter Carolina Henrietta Eleonora und seine Ehefrau Charlotta Sophia von Poly das Anwesen abreißen und neu aufbauen. Gründe dafür waren der schlechte Zustand und der Wille der Witwe Friedrich Wilhelm Carl von Polys, nicht in einem Haus wohnen zu wollen, in dem ihr Mann starb.
Nachdem Charlotta Sophia von Poly im November 1782 gestorben war, ging der Besitz des Anwesens an ihren Sohn Friedrich Ludwig von Poly, der nun mittlerweile Hauptmann war. Als Friedrich Ludwig von Poly die freyadeliche Behausung und Feltgüther im Juni 1785 vom Guntersblumer Gericht schätzen ließ, wurde der Polysche Hof mit dem Wert von 26.660 Gulden veranschlagt. Kurz darauf verpachtete er für 12 Jahre einige Felder. Als im April und Mai 1793 im königlich preusischen Hauptquartier dahier im Pohlischen Hoff die Herrn Officier von der Garde und die Ordonnanz Husaren im Polyschen Hof wohnten, richteten sie im Stall hinter dem Wohngebäude solch einen Schaden an, dass die verrissenen Pferdekrippen aufwändig repariert werden mussten. Nachdem die Französische Revolution Ende des 18. Jahrhunderts begann, wurde spätestens im Juni 1794 der Gutshof an das Adelsgeschlecht von Leiningen verkauft. Als kurz darauf noch weitere Schäden entdeckt wurden, entschuldigte sich die Gemeinde bei dem Besitzer des Polyschen Hofs, dem Grafen Wilhelm Carl von Leiningen-Guntersblum, dass es ihr nicht gelang, beim Durchzug der kaiserlichen Husaren die herrschaftlichen Gebäulichkeiten zu schützen.
Aufgrund dieser Tatsache übernahm sie schließlich auch die Kosten für die restlichen Instandsetzungsarbeiten des Polyschen Hofs. Als durch den Frieden von Campo Formio im Jahr 1797 Teile Deutschlands annektiert wurden, wurde Wilhelm Carl von Leiningen-Guntersblum (1737–1809) mitgeteilt, daß alle Güter der Abwesenden, in welchem Zustand die auch immer waren, dem Sequester unterstellt werden sollten. Da Wilhelm Carl von Leiningen-Guntersblum abwesend war, schickte er im Januar 1798 seine Frau Eleonora von Leiningen (1770–1832) zu dem Sequester, die gerade noch rechtzeitig die Versiegelung der Güter verhindern konnte. 1800 besaß sie schließlich das Pohlisch Gut. 1817 bestand es aus einem zweigeschossigen Wohngebäude, einer Ölmühle, einem Stall, einer Scheune, einem Viehstall und einem Schweinestall.
Nachdem Eleonora von Leiningen am 23. Dezember 1832 starb, fiel ihr Besitz an ihre Tochter Maria Anna Karoline Amalie von Leiningen (1792–1831). Sie lebte jedoch mit ihrem Ehemann, dem Freiherrn Maximilian von Berlichingen († 1847), in Mannheim und verkaufte so das Anwesen kurze Zeit später an den Ölmüller Peter Grasmann. 1842 ließ er das Wohngebäude auf dem Polyschen Hof umbauen, so dass es nun ein Stockwerk zusätzlich hatte. Nachdem in der Folgezeit die Ölmüllerei auf dem Polyschen Hof immer mehr abnahm, wurde das Grundstück in der nächsten Zeit größtenteils zum Wohnraum umgebaut.

## Lage
Der Polysche Hof lag am Beginn seiner Entstehung im so genannten Nordhöfer Viertel, einem Ortsteil Guntersblums etwas außerhalb des Ortskerns. Trotzdem sind heute zahlreiche bedeutende Bauwerke Guntersblums in naher Entfernung, wie zum Beispiel die Guntersblumer evangelische Kirche und der Marktplatz. Auch der Julianenbrunnen und der Guntersblumer Kellerweg sind heute nur wenige hundert Meter in westlicher Richtung entfernt.

## Anlage
Die heutige Anlage des Polyschen Hofs besteht aus einem Wohngebäude, einem Nebenhaus, einigen Stallungen und weiteren kleinen Räumlichkeiten und einem Hof. In direkter Nachbarschaft zum Polyschen Hof befinden sich heute ebenfalls ausschließlich Wohngebäude. Zudem liegt der Polysche Hof an einer Nebenstraße, die später sogar nach der letzten wirtschaftlichen Nutzung des Polyschen Hofs Ölmühlstraße genannt wurde. Zu erreichen ist der Polysche Hof heute über die Julianenstraße, die die Ölmühlstraße mit der Hauptstraße verbindet.

## Heutige Nutzung
Nachdem die Nutzung des Anwesens zum Betrieb einer Ölmühle beendet war, wurde das Grundstück immer mehr zum Wohnraum umgebaut. In den 1920er Jahren wurde ein Teil des Anwesens zu einem Kino umgebaut, das allerdings in der Nachkriegszeit wieder geschlossen wurde. Dabei besaß noch 2003 eine Nachfahrin Grasmanns das Grundstück mit der heutigen Adresse Ölmühlstraße Nr. 9/11.
2003 wurde das Lichtspielhaus Ölmühlstrasse 9 verkauft, saniert und zur Wohnung umgebaut.